# Zierfandler
De Zierfandler, Cirfandli in Hongarije, is een van oorsprong Oostenrijkse groen-roze druivensoort, die krachtige, aromatische wijnen voortbrengt.

## Geschiedenis
DNA-onderzoek heeft uitgewezen dat deze variëteit is voortgekomen uit een kruising van de Italiaanse druiven Veltliner Rot en Traminer Rot.

## Kenmerken
Zierfandler heeft laatrijpe druiven die op zonnige plaatsen een groen-roze tint op de schil krijgen. De grote trossen hebben relatief kleine druiven en deze soort is gevoelig voor valse meeldauw en botrytis.
De wijnen hebben vaak een subtiel bouquet, delicate fruitaroma's met kruiden, vaak met een hint van noten en amandelen en met fijne zuren. Als Spätlese is Zierfandler een rijke, weelderige en krachtige wijn, meestal met aroma's van gedroogde vruchten ,honing en tropische noten.

## Gebieden
In Oostenrijk wordt ruim 100 hectare verbouwd en wel in de regio Thermen rondom de stad Gumpoldskirchen. Ook in Hongarije in de komt dit ras voor, zij het op een bescheiden schaal van zo'n 20 hectare, in de regio rondom de stad Pécs.

## Synoniemen
Synoniemen zijn:
- Cilifai
- Cilifan
- Cirfandler
- Cirfandli (Hongarije)
- Cirifai
- Cirifai Piros
- Cirifan
- Gumpoldskirchner (Oostenrijk)
- Gumpoldskirchener Spätrot
- Gumpoldskirchener Spätroth
- Kesoei Piros
- Kirmizi Zierfahndler
- Nemes Cirfandli
- Piros Cirfandli
- Pirosscirfandli
- Raifler
- Reifler Rot
- Roter Raifler
- Roter Reifler
- Roter Zierfandler
- Roth Hensch
- Rother Raifler
- Rother Zierfandler
- Rothhinschen
- Rothreifler
- Rotreifler
- Rubiner
- Spätrot
- Zerjavina (Slovenië)
- Zierfandler Rot